# 本因坊元丈
本因坊 元丈（ほんいんぼう げんじょう、1775年〔安永4年〕 - 1832年11月20日〔天保3年10月28日〕）は、江戸時代の囲碁棋士で、家元本因坊家の十一世本因坊元丈、本因坊烈元門下、八段準名人。元の名は宮重楽山、法名は日真。安井知得仙知と拮抗した好敵手であり、ともに名人の技量ありと言われながら名人とならなかった。囲碁四哲と称される一人。手厚くて攻めの強い棋風。

## 経歴
清水徳川家物頭役宮重八郎左衛門の四男として江戸で生まれる。知得との初対局は、天明8年(1788年)で、この時楽山14歳、知得13歳で、知得先で楽山12目勝ちであった。寛政2年(1790年)に知得と十番碁を打ち、知得先相先で5勝4敗1ジゴ、寛政4年(1792年)以後はほぼ互先となる。寛政6年(1794年)には四段となり、この時の楽山と知得の棋譜を後の関山仙太夫は「両雄は珍物」と褒めた。
本因坊烈元は河野元虎を跡目候補に目していたが、寛政7年(1795年)に元虎は没し、寛政10年(1798年)五段で楽山が跡目となり、元丈と改名。この年の御城碁に初出仕し、七世安井仙知に先番5目勝ちを収める。寛政12年(1800年)六段。文化元年(1804年)七段上手。文化5年(1808年)に烈元病気のために隠居願いを出すが受けられず、12月に死去するが一門はこれを秘し、翌年に家督相続を許されて11世本因坊元丈となる。この後に烈元の死を公表した。文化11年(1814年)知得と同時に八段準名人に昇る。文政2年(1812年)の御城碁での、初出仕の井上安節（井上幻庵因碩）五段との二子局黒1目勝ちの碁は、元丈一生のできばえと呼ばれている。
知得との御城碁では、寛政12年(1800年)の知得初出仕から、文化12年(1815年)まで、2勝2敗1ジゴ。ジゴは元丈白番であった。知得との対戦総数は長らく七十七番と言われていたが、その後に発見された棋譜を加えて80数局と見られている。
元丈の跡目候補には奥貫智策が候補と考えられていたが、智策は文化9年(1812年)に27歳で夭逝したため、戸谷丈和（本因坊丈和）を候補と目すようになる。文政2年(1819年)に丈和を跡目とし、文政10年(1827年)に隠居して、丈和に家督を譲る。その後、丈和の名人就位運動にも特に関わらず、酒を楽しみに余生を送った。墓所は本妙寺で、現在は本因坊秀甫と同じ墓に葬られている。
実子に、丈和の跡を継いだ十三世本因坊丈策、宮重策全六段がいる。長兄作重郎は大御番小笠原近江守の組与力を勤めた。

### 如仏の判決
鎌倉時代において如仏の判決として知られる全局死活論について、文政4年（1821年）になって家元会議にて元丈がこれを否定し、これ以降は部分死活論が採用されるようになった。

## 戦績
御城碁
- 1798年（寛政10年） 先番5目勝 安井仙角仙知
- 1799年（寛政11年） 白番5目勝 井上春策
- 1800年（寛政12年） 白番9目負 安井知得
- 1801年（享和元年） 先番ジゴ 林門悦
- 1802年（享和2年） 先番7目勝 井上因達因碩
- 1803年（享和3年） 先番1目勝 安井仙角仙知
- 1804年（文化元年） 先番9目勝 安井知得
- 1805年（文化2年） 先番9目勝 安井知得
- 1804年（文化元年） 先番9目勝 安井知得
- 1805年（文化2年） 白番ジゴ 井上春策因碩
- 1806年（文化3年） 白番ジゴ 安井知得
- 1807年（文化4年） 向二子2目負 林鐵元門入
- 1809年（文化6年） 先番3目勝 安井知得
- 1810年（文化7年） 白番ジゴ 林門悦
- 1811年（文化8年） 白番2目負 井上因砂因碩
- 1812年（文化9年） 先番5目負 林門悦
- 1813年（文化10年） 向二子中押負 林鐵元門入
- 1814年（文化11年） 白番2目勝 井上因砂因碩
- 1815年（文化12年） 白番2目負 安井知得仙知
- 1816年（文化13年） 白番13目勝 林鐵元門入
- 1819年（文政2年） 向二子1目負 井上安節
- 1823年（文政6年） 白番3目勝 林元美
- 1824年（文政7年） 白番2目負 井上因砂因碩

その他、河野元虎には元丈先で6勝1敗1ジゴ、服部因淑に先相先で6勝5敗1打掛けなどがある。
代表局
御城碁（文化元年 11月17日）安井知得 - 本因坊元丈(先番)
右辺黒1(45手目)、3が元丈の持ち味の出た手。中央を厚くしながら続く13、15が好手で、この後白が上辺を進出する間に下辺の白、続いて左辺の白を小さく生かし、中央を固めて黒が快勝した。231手完、黒9目勝。

## 著作
- 『古碁枢機』1821-22年 林利玄から本因坊道策までの棋譜50局をまとめた「乾」「坤」の巻、及び本因坊算砂・利玄から本因坊道知までの50局「艮」「巽」の巻からなる、四巻の打碁集